# 1020 Arcadia
1020 Arcadia este un asteroid din centura principală, descoperit pe 7 martie 1924, de Karl Reinmuth.